# Katova píseň
Katova píseň (v anglickém originále The Executioner's Song) je kniha amerického spisovatele Normana Mailera z roku 1979. Pojednává o událostech kolem činů a posledních měsíců života dvojnásobného vraha Garyho Gilmora.
Přestože jde o román, autor se v něm silně opírá o fakta a využívá informací z rozhovorů s rodinou a přáteli vraha. Kniha je rozdělena do dvou částí: první se věnuje vraždám, které se odehrály v dubnu 1976, a druhá pak popravě Gilmora, který byl odsouzen k trestu smrti.
Autor byl za knihu oceněn Pulitzerovou cenou. V roce 1982 podle knihy natočil režisér Lawrence Schiller stejnojmenný televizní film, v němž hrál hlavní roli Tommy Lee Jones. V českém jazyce knihu vydal v roce 1992 Český literární klub v překladu Vladimíra Uchytila.